# NGC 2865
NGC 2865 (другие обозначения — ESO 498-1, MCG -4-22-11, AM 0921-225, PRC C-29, PGC 26601) — эллиптическая галактика (E3) в созвездии Гидра.
Этот объект входит в число перечисленных в оригинальной редакции «Нового общего каталога».
NGC 2865 представляет собой эллиптическую галактику с ярким ультрафиолетовым излучением и вытянутыми хвостами из нейтрального водорода. Вокруг галактики находятся шесть областей звёздообразования возрастом 10 миллионов лет и с близким к солнечному содержанием кислорода.